# Banjaranyar (Pekuncen)
Banjaranyar is een bestuurslaag in het regentschap Banyumas van de provincie Midden-Java, Indonesië. Banjaranyar telt 4622 inwoners (volkstelling 2010).